# Isabelle (película)
Isabelle (Isabelle: La última evocación en Hispanoamérica) es una película de terror canadiense-estadounidense de 2018 dirigida por Robert Heydon y protagonizada por Adam Brody y Amanda Crew.

## Sinopsis
El sueño de una joven pareja de formar una familia se hace añicos cuando descienden a las profundidades de la paranoia y deben luchar para sobrevivir a una presencia maligna que no quiere nada más que sus propias vidas.

## Reparto
- Adam Brody como Matt Kane
- Amanda Crew como Larissa Kane
- Zoe Belkin como Isabelle Pelway
- Sheila McCarthy como Ann Pelway
- Booth Savage como Clifford Kane
- Dayo Ade como Father Lopez
- Michael Miranda como Pedro Salazar
- Allison Brooks como Ruth Stanton
- Krista Bridges como Jessica
- David Tompa como Dr. Karl Neidorf
- Zoe Doyle como la Dra. Phoebe Chan
- John Healy como Det. John Smith

## Lanzamiento
La película tuvo su estreno mundial en el Festival Internacional de Cine de Busan en octubre de 2018. Luego se estrenó en cines limitados y video a pedido el 24 de mayo de 2019.

## Recepción
La película tiene una calificación del 8% en Rotten Tomatoes.